# Parallelia hercodes
Parallelia hercodes là một loài bướm đêm trong họ Erebidae.